# El Triunfo (Honduras)
El Triunfo es un municipio del departamento de Choluteca en la República de Honduras.

## Toponimia
Anteriormente se llamó Valle de los Jobos, pero cambió del nombre a El Triunfo por haber triunfado la adquisición del título de municipio en 1887.

## Localización
| Orientación | Límite                                      |
| ----------- | ------------------------------------------- |
| Norte       | Municipio de El Corpus, Choluteca           |
| Norte       | Municipio de Concepción de María, Choluteca |
| Sur         | República de Nicaragua                      |
| Este        | República de Nicaragua                      |
| Oeste       | Municipio de Namasigüe, Choluteca           |

## Historia
En 1877, fundado con el nombre de Valle de los Jobos, después se cambió por El Triunfo.
En 1887, en el censo de 1887 ya figuraba como municipio del Distrito del Corpus.

## Demografía
El Triunfo tiene una población actual de 48,778 habitantes. De la población total, el 50.1% son hombres y el 49.9% son mujeres. Casi el 24.9% de la población vive en la zona urbana.

## División política
- Aldeas: 11 (2013)
- Caseríos: 182 (2013)

| Código | Aldea                                      |
| ------ | ------------------------------------------ |
| 060601 | El Triunfo (ciudad cabecera del municipio) |
| 060602 | Azacualpa                                  |
| 060603 | El Cedrito                                 |
| 060604 | El Perico                                  |
| 060605 | La Calera                                  |
| 060606 | Las Haciendas                              |
| 060607 | Nance Dulce                                |
| 060608 | Río Grande N.º 2                           |
| 060609 | San Juan                                   |
| 060610 | Santa María                                |
| 060611 | Santa Teresa                               |

## Deportes
El Municipio es representado en la Segunda División Hondureña Por el Club Inter De El Triunfo que juega en el Estadio Sinai. 